# Belianská jeskyně
Belianská jeskyně je jedna z největších a jediná zpřístupněná vysokohorská krápníková jeskyně v Tatranském národním parku. Celková změřená délka jeskyně je 3829 m. Prozkoumaná délka jeskyně činí 1752 metrů při výškovém rozdílu 160 metrů. Pro veřejnost je zpřístupněno 1135 metrů s výškovým rozdílem 115 metrů. Doba prohlídky je 70 minut. Otevřena je od úterý do neděle.
Nachází se poblíž obce Tatranská Kotlina ve vysokohorském krasovém terénu nejvýchodnější části Belianských Tater. Vchod do jeskyně leží na severním svahu Kobylího vrchu, ve výšce 890 m n. m., asi 130 m nad hladinou říčky Belé. Jeskyně byla známá zlatokopům již roku 1826, o čem svědčí uhlem napsaná jména a data na jejich stěnách. Jejich objev však zůstal utajen až do roku 1881, kdy vnikli do jeskyně její první známí objevitelé Július Husz a Johan Britz, na dalších objevech se pak podíleli i B. Kaltstein a I. Verbovský.
Zpřístupněná byla za velkých těžkostí již v roce 1884. Již v roce 1896 (tj. 12 let po objevení žárovky) bylo v jeskyni zavedené elektrické osvětlení.
Zajímavostí je, že kolem roku 1934 se v jeskyni prováděly pokusy se zaledněním spodních částí jeskyně, aby vzrostla její atraktivita. Tyto pokusy byly poměrně úspěšné, velmi se však poškodila krápníková výzdoba a začaly praskat vápencové stěny jeskyně, proto se později s pokusy přestalo.
Během vzniku Belianské jeskyně, jejíž vývoj probíhal od vrchního pliocénu až do konce pleistocénu, působila erozivní a korozivní činnost ledovcových a atmosférických vod v místech vrstevnatých škár a tektonických linií.

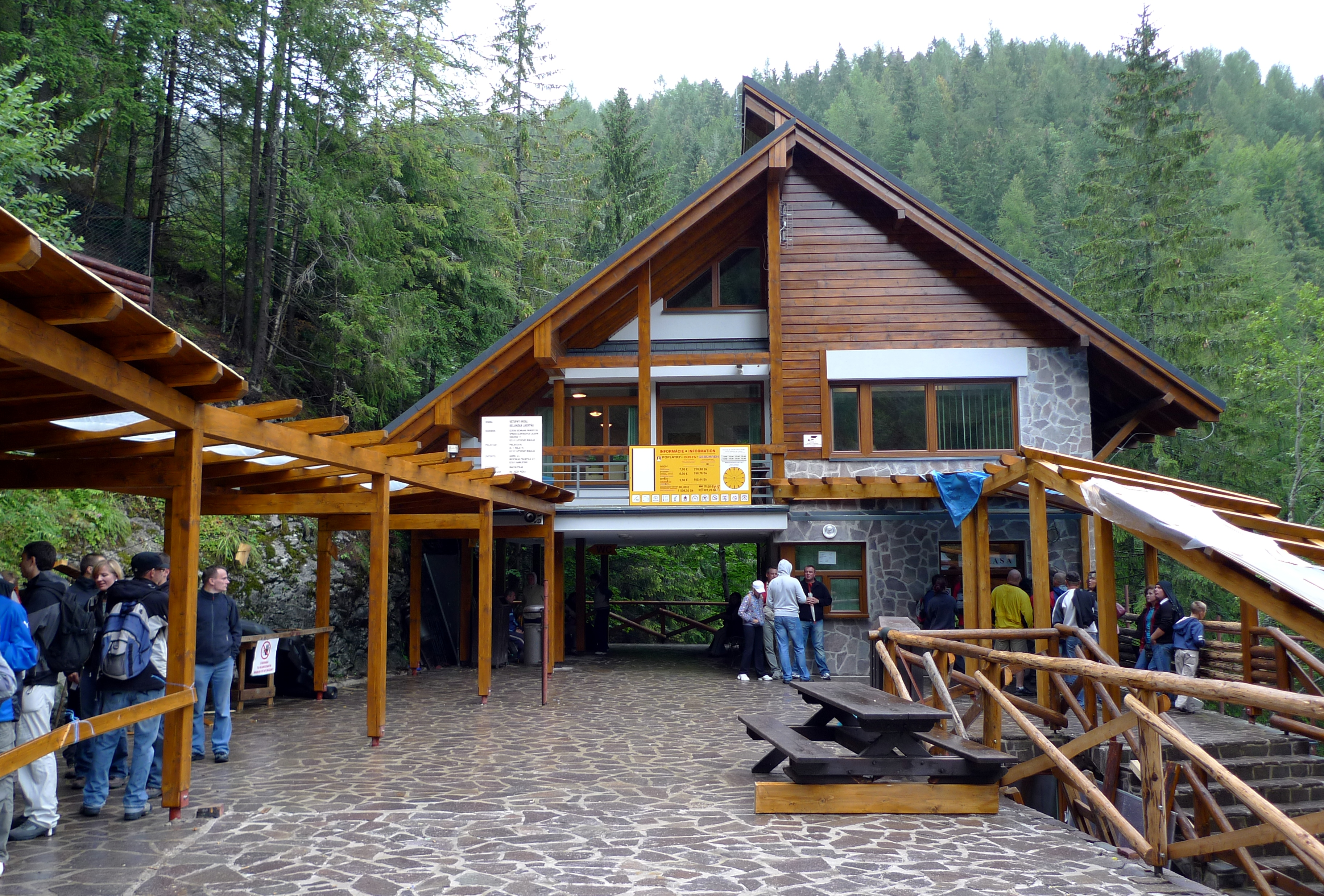
Belianská jeskyně – pokladny

Jeskyně se rozprostírá ve směru sever-jih a vytváří tři morfologické části – vstupní, výstupní a sestupné. Vstupní horizontální části, ve kterých se nacházejí komínové prostory spojené umělými tunely, nemají krápníkovou výzdobu a jeví stopy po řícení. Výstupní části, které začínají Rozcestím, prudce stoupají do výšky ve vzdálenosti 112 m od vchodu. Tyto prostory zahrnují prostorné řícením zvětšené dutiny, vzniklé na vrstevnatých plochách. Z krápníkové výzdoby zde vznikly nástěnné vodopády (Vysoký dóm, Zbojnická komora, Dóm SNP) a pagodovité stalagmity (Palmová síň). Zvláštní je nakloněný, 2 m vysoký a 1 m široký stalagmit ve Zříceném dómu, který má podobu šikmé věže v Pise. Na plochém hlinitém dně jeskyně se vytvořily malé jezírka (Palmová síň, Zlaté jezírko v Zbojnické komoře). Sestupné prostory prudce klesají téměř paralelně s výstupními částmi nejprve směrem na SZ, později na SV.
Dómovité prostory jsou vyzdobené krápníkovými vodopády (Vodopádový dóm, Hudební síň, Hluboký dóm). V Galerii je pozoruhodný stalagmit Bílá pagoda, v Bílém dómu je zajímavý Bílý sloup. Krápníkové útvary jsou místy odumřelé, jinde jsou však lesklé, živené prosakujícími atmosférickými vodami.
V Belianské jeskyni se vyskytuje až 8 druhů netopýrů, např.: netopýr velký (Myotis myotis), netopýr vousatý (Myotis mystacinus) a netopýr východní (Myotis blythi). Žije zde také plch velký (Glis glis) a v jezírkách bezkrunýřka Chappuisova (Bathynella chappuisi) a druhy řádu chvostoskoků (Colembolla). Na shnilém dřevu byly zjištěny plísně (Mucor mucedo, Penicilium glaucum). Teplota vzduchu v jeskyni kolísá mezi 5–5,8 °C, vlhkost mezi 93–97 %.

## Chráněné území
Belianska jaskyňa je národní přírodní památka ve správě příspěvkové organizace Správa slovenských jeskyní. Nachází se v katastrálním území města Vysoké Tatry v okrese Poprad v Prešovském kraji. Území bylo vyhlášeno či novelizováno v roce 1979 na rozloze x ha. Ochranné pásmo nebylo stanoveno.